# Ognes (Oise)
Ognes je francouzská obec v departementu Oise v regionu Hauts-de-France. V roce 2010 zde žilo 264 obyvatel.

## Vývoj počtu obyvatel
Počet obyvatel 